# Syrine Fattoum
Syrine Fattoum (arabe : سيرين فطوم), née le 27 mars 2001, est une triathlète tunisienne.

## Biographie
Médaillée d'or en individuel aux Jeux africains de la jeunesse de 2018 à Alger, Syrine Fattoum se qualifie pour les Jeux olympiques de la jeunesse de 2018 à Buenos Aires.
Elle est médaillée d'or en relais mixte aux Jeux africains de 2019 à Rabat avec Mohamed Aziz Sebai, Ons Lajili et Seifeddine Selmi ; elle termine septième de l'épreuve individuelle.

## Palmarès
Le tableau présente les résultats les plus significatifs (podium) obtenus sur le circuit international de triathlon depuis 2021.
| Année | Compétition                            | Pays    | Position      | Temps           |
| ----- | -------------------------------------- | ------- | ------------- | --------------- |
| 2021  | Jeux africains en relais mixte         | Maroc   | Médaille d'or | 1 h 16 min 30 s |
| 2019  | Championnats d'Afrique en relais mixte | Maurice | [ 5 ]         | 1 h 43 min 31 s |